# Пьотър Капица
Пьотър Леонидович Капица (на руски: Пётр Леонидович Капица) е руски физик, академик, носител на Нобелова награда за физика за 1978 година.

## Биография
Роден е на 8 юли 1894 година в Кронщат, Русия. От края на 1920-те години до 1934 година работи в Кеймбридж под ръководството на Ърнест Ръдърфорд. През 1934 при едно посещения в Съветския съюз той е задържан в страната и това слага край на съвместната му работа с Пол Дирак по разделяне на изотопи от газови смеси. През 1937 г. паралелно с Джон Франк Алън и Дон Мизенер откриват свръхфлуидността – свойството на вискозитета на течния хелий да става нула при много ниски температури. Враждата му с Лаврентий Берия особено неблаготворно се отразява на кариерата му през 1940-те години.
Умира на 8 април 1984 година в Москва на 89-годишна възраст.